# Jan Witkowski
Jan Witkowski (ur. 14 czerwca 1907, zm. 4 stycznia 1996 w Poznaniu) – polski filatelista, związany z Poznaniem działacz, wystawca i wielokrotny organizator wystaw filatelistycznych, autor licznych artykułów i publikacji filatelistycznych, nauczyciel wielu pokoleń polskich filatelistów. Zmarł w 1996 roku w Poznaniu, pochowany został na cmentarzu Górczyńskim. 

## Działalność w kraju
Jan Witkowski związany był z filatelistyką od czasów przedwojennych. W latach 1923–1950 był członkiem Związku Filatelistów w Toruniu, a następnie Polskiego Związków Filatelistów (PZF). W latach 1926–1962 był właścicielem przedsiębiorstwa filatelistycznego „Dom Filatelistyczny – Jan Witkowski”, wydawał „Ilustrowane Wiadomości Filatelistyczne” i katalogi. W latach 1961–1994 pełnił funkcję członka Zarządu Głównego PZF. Jan Witkowski był wybitnym kolekcjonerem i wystawcą, do jego najważniejszych zbiorów filatelistycznych, nagradzanych wielokrotnie na wystawach, należą: „Polska 1860–1939” i „Thurn und Taxis”. Był również organizatorem i sędzią filatelistycznym na wielu ogólnopolskich i międzynarodowych wystawach filatelistycznych, a do jego najważniejszych osiągnięć w tym zakresie należy zaliczyć funkcję przewodniczącego sądu konkursowego na Światowej Wystawie Filatelistycznej „Polska '73” i Światowej Wystawie Filatelistycznej „Polska '93”, które odbyły się w Poznaniu oraz funkcję przewodniczącego komitetu organizacyjnego tej pierwszej. W 1981 roku w uznaniu zasług został Członkiem Honorowym PZF. Był również członkiem Polskiej Akademii Filatelistyki. 

## Działalność za granicą
Jan Witkowski był również jednym z najbardziej znanych i cenionych polskich filatelistów za granicą. Uczestniczył w licznych kongresach FIP (Międzynarodowa Federacja Filatelistyki) oraz był reprezentantem PZF na wielu zagranicznych wystawach filatelistycznych. W 1962 roku został współzałożycielem Międzynarodowego Stowarzyszenia Dziennikarzy Filatelistycznych (AIJP), którego był wiceprezydentem w latach 1973–1993. Ukoronowaniem międzynarodowej działalności Jana Witkowskiego było przyznanie w 1992 roku przez FIP medalu „Award of Appreciation” za całokształt działalności na arenie międzynarodowej.

## Medal im. Jana Witkowskiego
Działający w Niemczech Klub Zbieraczy Polskich Znaczków (Bundesarbeitsgemeinschaft Polen e.V. im BDPh e.V., w skrócie ArGe POLEN) od 1990 roku nadaje medal im. Jana Witkowskiego, dla wybitnych filatelistów w kraju i za granicą, którzy zasłużyli się publikacjami w dziedzinie polskiej filatelistyki lub za szczególny wkład w polską filatelistykę. Dotychczasowymi laureatami tego wyróżnienia są:
- 1991 Stanley Kronenberg
- 1992 Jerzy Tokar
- 1993 Marian Szwemin
- 1994 Rolf Ritter
- 1995 Tadeusz Hampel
- 1996 Janusz Z. Piekut
- 1997 Manfred Schulze
- 1998 Ludwik K. Malendowicz
- 1999 Michael Adler
- 2000 Ardo Vaumund
- 2001 Heinz-Erwin Jungjohann
- 2002 Lesław Schmutz
- 2003 Gerhard Hahne
- 2004 George K. Kay
- 2005 Hans-Jürgen Dobiat
- 2006 Tsutomu Yamamoto
- 2007 Egon P. Ochsmann
- 2008 Bronisław Rejnowski
- 2009 Anton Welvaart
- 2010 Andrzej Fischer
- 2011 Marek Zbierski
- 2012 Adam Kielbasa-Schoeni
- 2013 Günther Rost